# Ghislain Konan
Ghislain N'Clomande Konan (ur. 27 grudnia 1995 w Abidżanie) – iworyjski piłkarz grający na pozycji lewego obrońcy w saudyjskim Al-Fayha, do którego jest wypożyczony z Al-Nassr oraz reprezentacji Wybrzeża Kości Słoniowej. Zwycięzca Pucharu Narodów Afryki w 2023 roku.

## Kariera klubowa
Swoją piłkarską karierę Konan rozpoczął w klubie ASEC Mimosas. W sezonie 2014/2015 zadebiutował w jego barwach w pierwszej lidze iworyjskiej. W debiutanckim sezonie wywalczył z nim wicemistrzostwo Wybrzeża Kości Słoniowej.
W styczniu 2016 Konan przeszedł do portugalskiej Vitórii. W 2016 roku grał w rezerwach tego klubu w drugiej lidze portugalskiej, a następnie stał się członkiem pierwszego zespołu. W nim swój debiut w pierwszej lidze portugalskiej zaliczył 10 grudnia 2016 w zwycięskim 2:1 wyjazdowym meczu z Boavistą. Zawodnikiem Vitórii był do końca sezonu 2017/2018.
1 lipca 2018 Konan podpisał kontrakt z francuskim Stade de Reims, który zapłacił za niego kwotę 4 milionów euro. Swój debiut w Reims w Ligue 1 zanotował 11 sierpnia 2018 w wygranym 1:0 wyjazdowym meczu z OGC Nice.
W lipcu 2023 zawarł trzyletnią umowę z saudyjskim klubem Al-Nassr.
| Sezon        | Klub           | Kraj                     | Rozgrywki     | Mecze | Gole |
| ------------ | -------------- | ------------------------ | ------------- | ----- | ---- |
| 2014/15      | ASEC Mimosas   | Wybrzeże Kości Słoniowej | Ligue 1 MTN   | ?     | ?    |
| 2015/16      | ASEC Mimosas   | Wybrzeże Kości Słoniowej | Ligue 1 MTN   | ?     | ?    |
| Vitória SC B | Portugalia     | Segunda Liga             | 6             | 0     |      |
| 2016/17      | Portugalia     | Vitória SC               | Primeira Liga | 0     | 20   |
| 2016/17      | Portugalia     | Vitória SC B             | Segunda Liga  | 0     | 14   |
| 2017/18      | Portugalia     | Vitória SC               | Primeira Liga | 0     | 25   |
| 2018/19      | Stade de Reims | Francja                  | Ligue 1       | 0     | 20   |
| 2019/20      | Stade de Reims | Francja                  | Ligue 1       | 0     | 16   |
| 2020/21      | Stade de Reims | Francja                  | Ligue 1       | 31    | 2    |

## Kariera reprezentacyjna
W reprezentacji Wybrzeża Kości Słoniowej Konan zadebiutował 4 czerwca 2017 w przegranym 0:5 towarzyskim meczu z Holandią, rozegranym w Rotterdamie. W 2022 roku został powołany do kadry na Puchar Narodów Afryki 2021. Na tym turnieju rozegrał cztery mecze: grupowe z Gwineą Równikową (1:0), ze Sierra Leone (2:2) i z Algierią (3:1) oraz w 1/8 finału z Egiptem (0:0, k: 4:5).